# Sarah Chalke
Sarah Chalke (født 27. august 1976 i Ottawa, Canada) er en canadisk skuespillerinde, kendt fra tv-serierne Scrubs, Roseanne og How I Met Your Mother. Hun er desuden stemmen bag figuren Beth Smith i Rick and Morty.
Sarah Chalke taler foruden engelsk også fransk og tysk.